# AVEK
AVEK is een Nederlandse producent van bedden, gevestigd in Surhuisterveen.

## Geschiedenis
De historie van AVEK gaat terug tot 1927. Oprichter Roelf Kok bezat in die tijd in Surhuisterveen een manufacturenwinkel, waar hij regelmatig vraag kreeg naar bedbodems in speciale maten. De vele bedstedes, toen nog volop in zwang, hadden immers geen standaardafmeting. Het idee werd geboren om zelf te starten met de productie van zogenaamde staaldraadmatrassen, onder het motto 'Arbeid, Vlijt En Kwaliteit' (AVEK). Kok werd daarbij niet alleen gedreven door handelsgeest, ook sociale motieven speelden een rol. De werkloosheid in de veengebieden rond Surhuisterveen was destijds hoog.

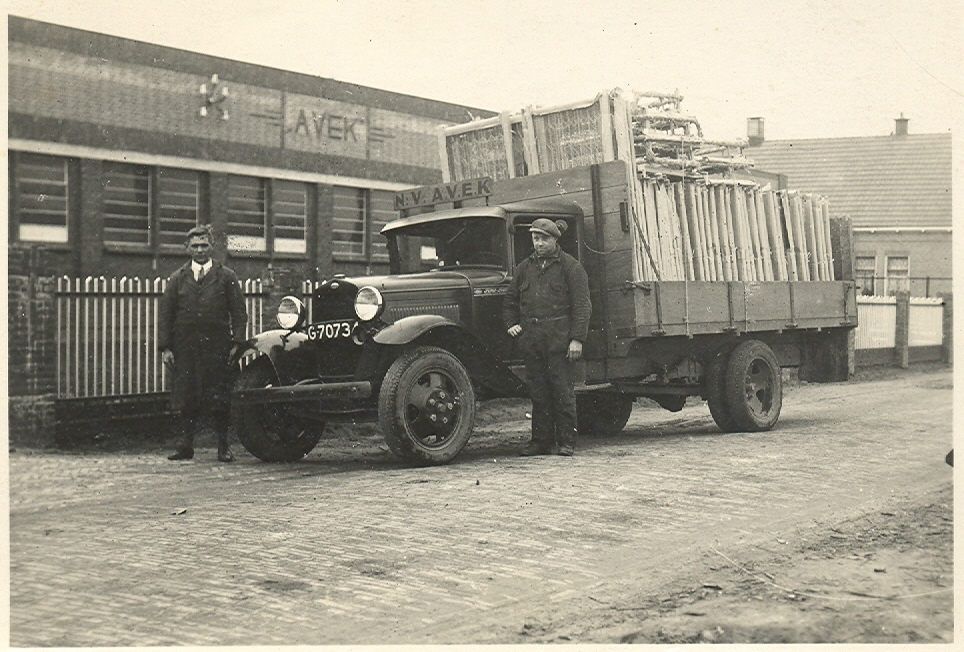
Vooroorlogse Avek truck, volgeladen met bedden.

## Ontwikkeling
Na een vliegende start verhuisde het bedrijf in 1932 naar de huidige fabriekslocatie aan de Groningerstraat. Tegen 1937 was het personeelsbestand aangegroeid tot circa 100 man. Gedurende de Tweede Wereldoorlog werd de fabriek geconfisqueerd door de Duitsers. De machines voor de beddenproductie bleven echter gespaard: ze werden na de oorlog teruggevonden in Winschoten. De naoorlogse periode kenmerkte zich door een sterke groei in zowel productie als personeel. AVEK is uitgegroeid tot een moderne beddenfabriek, maar is altijd een familiebedrijf gebleven, dat nog steeds geleid wordt door en eigendom is van de derde generatie, de kleinkinderen van Roel Kok.

## Zusterbedrijf
In 1964 is naast de vervaardiging van bedden gestart met de productie van schuim voor meubels en matrassen, onder de naam AVEK International BV. Sinds de jaren 60 van de 20e eeuw heeft het gebruik van polyurethaanschuim als comfortmateriaal een hoge vlucht genomen. AVEK International is een van de drie producenten van deze schuimen in Nederland en toeleverancier aan diverse bedrijven in binnen- en buitenland.

## Producten
Gedurende lange tijd bestond het assortiment van AVEK vooral uit stalen bedden en spiraalbedbodems. Deze producten worden nog steeds in grote aantallen geleverd aan zowel de vakhandel als institutionele klanten. De laatste jaren is de aandacht meer verschoven naar gestoffeerde bedden (de zogenaamde boxsprings) en matrassen. Bekende producten uit het huidige AVEK-assortiment zijn de boxspringlijn Noflik, naar een ontwerp van Hans Daalder, en de jubileumboxsprings ‘1927’ en 'Ninety'.